# Старе Ахпердіно (Канаський район)
Старе Ахпе́рдіно (рос. Старое Ахпердино, чув. Кивĕ Ахпӳрт) — присілок у складі Канаського району Чувашії, Росія. Входить до складу Шакуловського сільського поселення.
Населення — 251 особа (2010; 275 у 2002).
Національний склад:
- чуваші — 100 %